# Radar Seetakt
Le radar Seetakt est un radar maritime de bord qui a été mis au point dans les années 1930 et a été utilisé par la Marine de guerre allemande au cours de la Seconde Guerre mondiale.

## Histoire

### Concept
Vers la fin des années 1920, en Allemagne, Hans Hollmann commença à travailler sur les micro-ondes qui seront par la suite la base de presque tous les radars. En 1935, il a publié Physics and Technique of Ultrashort Waves (Physique et technologie des ondes ultra-courtes) qui a été repris par les chercheurs du monde entier. À ce moment, il était surtout intéressé par leur utilisation dans les télécommunications, mais, avec son associé Hans-Karl von Willisen, il a aussi travaillé sur des systèmes proches du radar.
En 1928, Hollmann, von Willisen et Paul-Günther Erbslöh ont créé une société du nom de GEMA. À l'automne 1934, la GEMA construit le premier dispositif radar destiné à la surveillance des navires. Il fonctionne sur une longueur d'onde de 50 cm et permet de détecter des bateaux à 10 km. Ce système primitif ne fait qu'indiquer qu'un navire se trouve dans le voisinage de la zone vers laquelle est dirigée l'antenne sans donner d'informations sur sa distance. Le but était simplement d'éviter les abordages de nuit, par temps de brouillard ou tout autre condition de mauvaise visibilité. Cet appareil ressemblait à celui mis au point par Christian Hülsmeyer en 1904 mais dont le principe était tombé dans l'oubli devant le manque d'intérêt des militaires à ce moment-là.
À l'été 1935, sur commande de la Marine allemande, Willisen et Erbslöh mettent au point un radar pulsé qui leur permet de détecter le croiseur allemand Königsberg à une distance de 8 km avec une précision supérieure à 50 m, c'est-à-dire suffisamment pour pointer des armes. Le même dispositif peut également repérer un avion volant à 500 m d'altitude à une distance de 28 km,. Cette fois, l'armée reconnait le potentiel de l'appareil et la fabrication de versions militaires terrestres et navales se concrétisèrent sous la forme des radars Freya et Seetakt. Les deux radars étaient assez similaires, encore que les premiers Seetakt opéraient sur 50 cm de longueur d'onde (600 MHz) alors que le Freya était conçu pour des portées plus importantes et utilisait une longueur d'onde de 2,5 m qui pouvait être générée avec des puissances élevées en utilisant les moyens électroniques de l'époque.

### Déploiement initial

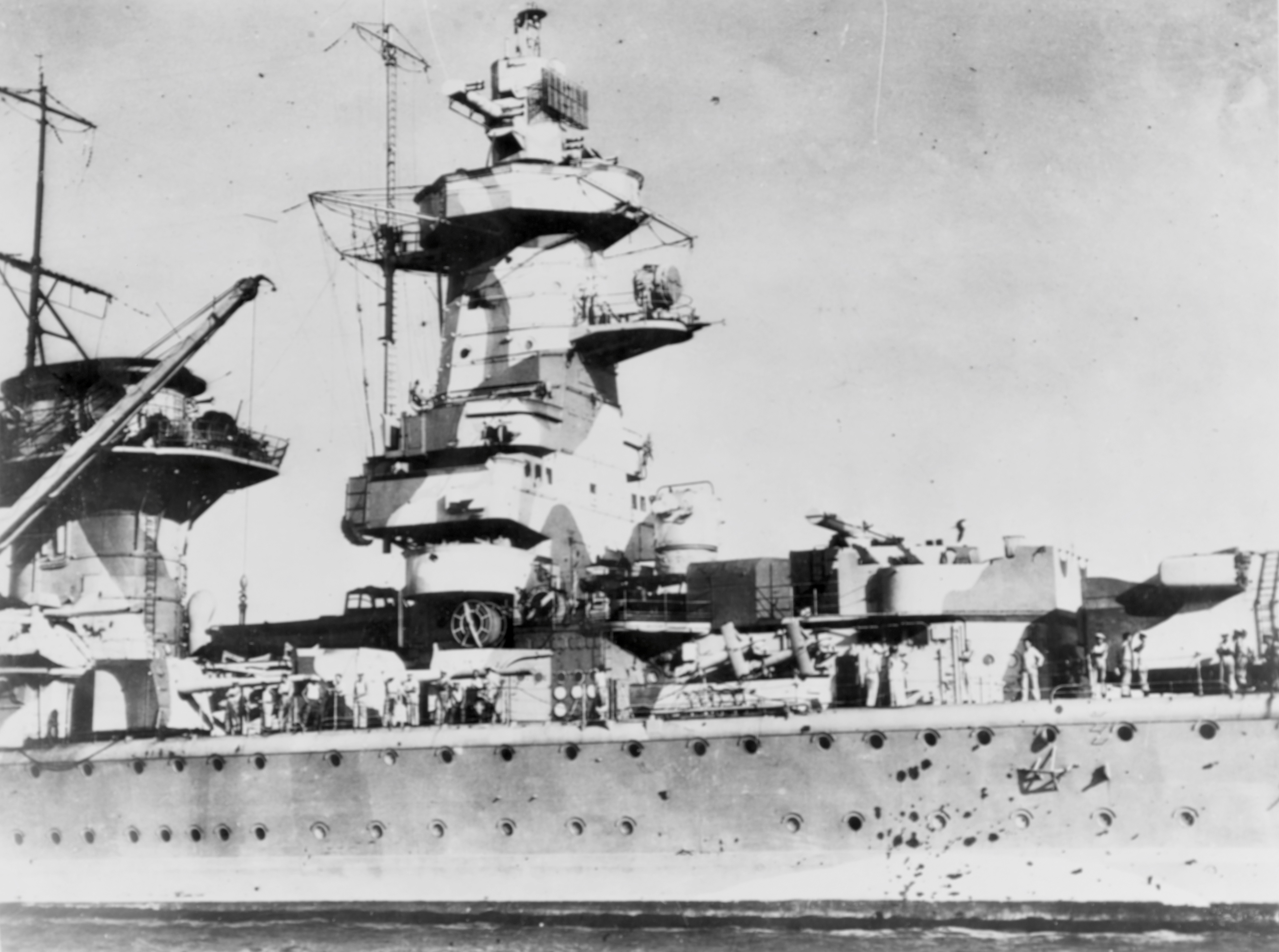
Le seetakt sur l’Admiral Graf Spee en 1939.

Pour la Kriegsmarine, à cette époque, la priorité était donné à la télémétrie des cibles, la détection de vaisseaux ou d'obstacles de nuit ou par mauvais temps venait en second lieu. Cependant, la précision recherchée n'était aussi grande qu'elle le deviendra lors du développement du radar Würzburg .
Les versions primitives posant quelques problèmes, elles ont été dotées d'une électronique qui fonctionnait sur 60 cm de longueur d'onde (500 MHz). Quatre exemplaires ont été installés sur le Königsberg, l’Admiral Graf Spee et deux gros torpilleurs (qui, dans la Marine allemande étaient de la taille de petits destroyers). L’Admiral Graf Spee a utilisé ce radar avec succès contre des transports maritimes en Atlantique. En décembre 1939, à la suite des violents combats de la bataille du Rio de la Plata, l’Admiral Graf Spee a été gravement endommagé et son commandant a sabordé son navire dans un port neutre à proximité de Montevideo en Uruguay. Le bateau coula en eau peu profonde si bien que l'antenne de son radar restait visible. Un officier de renseignements de la marine britannique, le Lieutenant de Vaisseau Bainbridge-Bell , profitant des bons rapports diplomatiques entre son pays et l'Uruguay, se fit déposer sur l'épave peu après le sabordage et étudia en détail les antennes seetakt. Son rapport transmis au chef du renseignement scientifique britannique , le physicien Reginald Victor Jones permit de mettre au point des contremesures électroniques efficaces.

### Apogée
Les modèles originaux de Seetakt ont été suivis en 1939 par une version modifiée nommée Dete 1 opérant sur des longueurs d'onde comprises entre 71 et 81,5 m (368 et 390 MHz) avec une puissance crête de 8 kW et une fréquence de répétition des impulsions radar de 500 Hz. La portée maximale pour une cible de la taille d'un navire à la mer était de 120 nautiques (220 km) par beau temps, mais en réalité, cette portée était le plus souvent réduite de moitié.
Les autres performances étaient similaires à celles des radars de première génération avec une précision sur la mesure de la distance de l'ordre de 50 m. Ceci était très supérieur à la précision des armes disponibles à ce moment dont la dispersion à cette distance était de l'ordre de 100 m. Cette précision était également bien meilleure que celle des télémètres optiques de l'époque qui était d'environ 200 m à une distance de 20 km.